# فلای مای اسکای
فلای مای اسکای (به انگلیسی: Fly My Sky) یک شرکت هواپیمایی است که در تاریخ ۲۰۰۷ میلادی تأسیس شده است. دفتر مرکزی فلای مای اسکای در آوکلند، نیوزیلند واقع شده‌است و قطب این شرکت هواپیمایی در فرودگاه اوکلند قرار دارد و به ۳ مقصد، پرواز مستقیم انجام می‌دهد.